# Salarias segmentatus
Salarias segmentatus es una especie de pez de la familia Blenniidae en el orden de los Perciformes.

## Morfología
• Los machos pueden llegar alcanzar los 11 cm de longitud total.

## Reproducción
Es ovíparo.

## Hábitat
Es un pez de mar y de clima tropical y asociado a los  arrecifes de coral que vive entre0-12 m de profundidad.

## Distribución geográfica
Se encuentran en Indonesia, Nueva Guinea, las Islas Salomón y República de Palau (Micronesia ).